# SX Leonis Minoris
SX Leonis Minoris är en dubbelstjärna i den mellersta delen av stjärnbilden Lilla lejonet. Den har en genomsnittlig skenbar magnitud av ca 16 och kräver ett kraftfullt teleskop för att kunna observeras. SX Leonis Minoris har genom extrapolering beräknats ligga på 489 till 688 ljusårs (150 till 211 parsecs) avstånd från solsystemet, eller mer nyligen på 360 parsecs (1 174 ljusår) genom beräkning med användning av omloppsperiod och absolut magnitud. Den rör sig bort från solen med en heliocentrisk radialhastighet på 60 km/s.

## Egenskaper

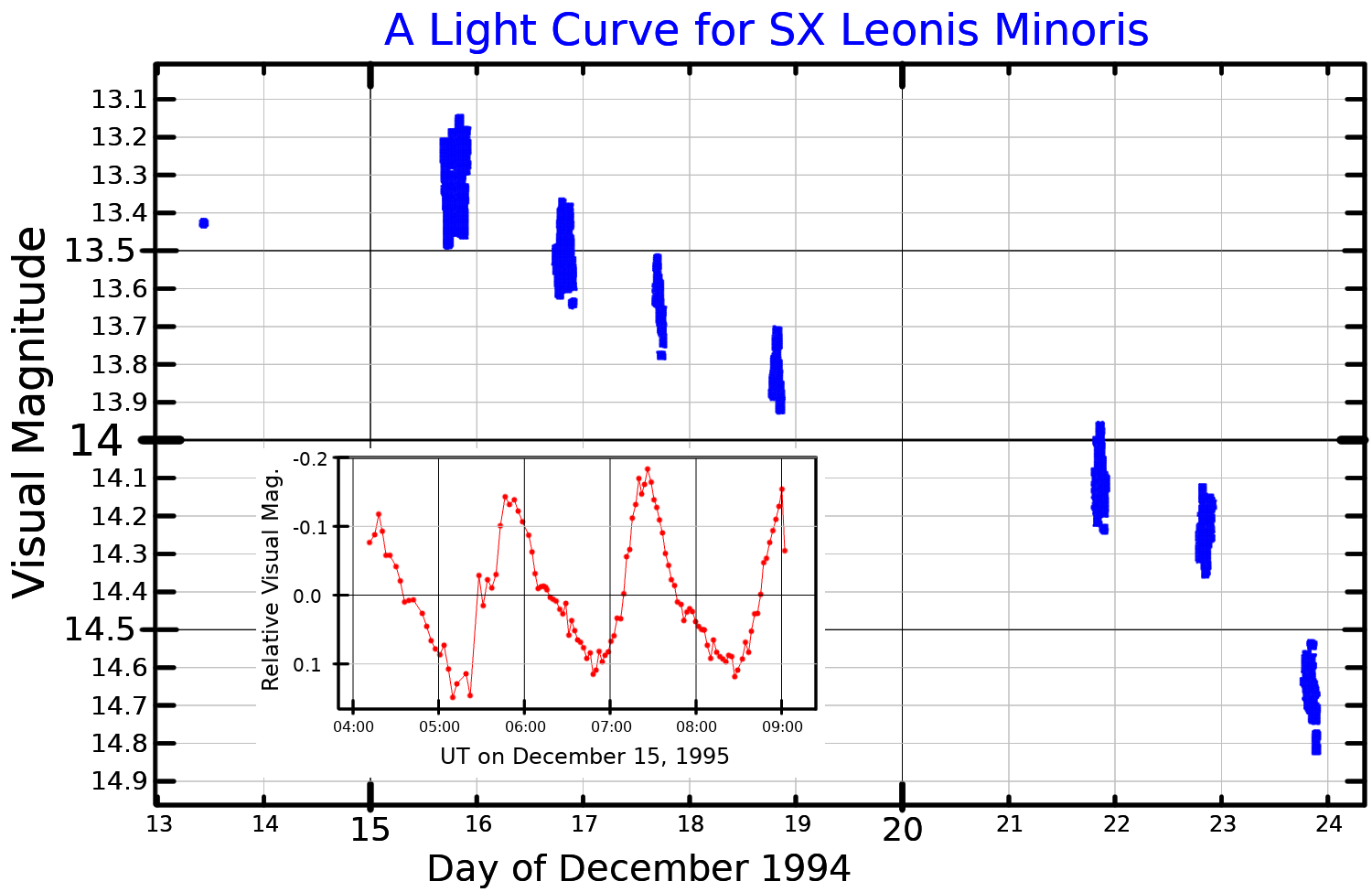
Ljuskurva för SX Leonis Minoris i visuella bandet, anpassad från Nogami et al. (1997). Huvuddiagrammet visar utbrottet i slutet av 1994, och den infällda plotten visar superhump-variationerna.

SX Leonis Minoris är en dvärgnova av typen SU Ursae Majoris som först upptäcktes 1957 som en blå stjärna med 16:e magnituden, innan dess identitet bekräftades som en dvärgnova 1994. Systemet består av en vit dvärg och en givarstjärna som kretsar runt en gemensam tyngdpunkt med en period av 97 minuter. Den vita dvärgen suger materia från den andra stjärnan via sin Roche-lob till en ackretionsskiva som värms upp till mellan 6 000 och 10 000 K och periodvis bryter ut var 34:e till 64:e dygn. Den når då magnituden 13,4 i dessa utbrott och förblir på magnituden 16,8 när den är tyst. Dessa utbrott kan delas upp i frekventa utbrott och mindre frekventa superutbrott. De förra är släta, medan de senare uppvisar korta "superhumps" av ökad aktivitet och varar 2,6 procent längre tid.
Givarstjärnan har beräknats ha en massa av endast 11 procent av den vita dvärgens massa. Den tros vara en röd dvärg av spektraltyp M5 till M7, men observation av infraröd strålning eller spektroskopi är skymd av den vita dvärgens ackretionsskiva.